# Leader Dynamics Series T2 MK5
Les Leader T2 MK5 sont conçus pour la cartouche 5.56 et fabriqués par la Leader Dynamics/Australian Automatic Arms. Fred Riddle de Dupont Australie et Charles Saint-George ont travaillé ensemble pour sélectionner un plastique de technologie appropriée pour la poignée pistolet, protège-mains et crosse.
Le Leader a été importé aux États-Unis par Ed Hoffman et Tim Peintre de la Sécurité publique mondiale, en Californie. Le leader a été présenté au Salon de la Nouvelle-Orléans et des commandes de plus de 3 millions de dollars ont été passés. Les acheteurs d'origine / distributeurs ont été John Giovino NY, Bumble Bee et CA Brothers Ellett. Ces fusils sont très rares aux États-Unis (moins de 2000). Charles Saint-George a conçu l'outillage de production et l'usine de Smithfield a commencé à tourner d'abord à 200 unités par mois, qui a augmenté à 400 par mois quelques mois plus tard. Saint-George a développé une version tir sélectif (y compris une version fusil-mitrailleur du leader) qui a attiré l'intérêt de la Royal Australian Corps, ainsi que des sociétés étrangères d'armes, y compris Luigi Franchi (une filiale de Beretta) en Italie, Fábrica Militar de Braco de Prata au Portugal, et des militaires étrangers, tels que le Sultanat d'Oman Forces armées.
Pendant cette période, Charles Saint-George est parti en Europe et a mené des manifestations au Portugal, à Malte et en Italie.